# Daniel Herzog (Unihockeyspieler)
Daniel Herzog  (* 4. Juli 1995) ist ein Schweizer Unihockeyspieler auf der Position des Verteidigers. Herzog steht beim Nationalliga-A-Verein Floorball Köniz unter Vertrag.

## Karriere
Herzog durchlief die Juniorenabteilung von Floorball Köniz. Während der Saisons 2013/14 und 2014/15 absolvierte er erste Spiele für die erste Mannschaft und konnte somit Erfahrungen auf höchstem Niveau sammeln. Nach diesen beiden Saisons wurde Herzog definitiv in das Kader der ersten Mannschaft integriert.
Am 23. Februar 2017 verkündete Floorball Köniz die Vertragsverlängerung mit Herzog. Über die Laufzeit wurde keine Angabe gemacht. Mit Floorball Köniz gewann er in der Saison  2017/18 die Schweizer Meisterschaft mit einem 5:2-Sieg über den SV Wiler-Ersigen im Superfinal. Am 26. April 2018 gab Floorball Köniz wiederum die Vertragsverlängerung mit Herzog bekannt.